# Flakpanzer IV Kugelblitz
A Flakpanzer IV Kugelblitz (magyarul: „gömbvillám”) német önjáró légelhárító löveg, amelyet a második világháború alatt fejlesztettek ki. A háború végéig mindössze öt darabból álló kísérleti gyártás készült el. A korábbi önjáró légelhárító ágyúkkal ellentétben teljesen zárt, forgó toronnyal rendelkezett.

## Története
1943-ban megnőtt az igény egy speciális önjáró légelhárító löveg iránt, amely képes volt támogatni a páncélos hadosztályokat, mivel a Luftwaffe egyre inkább képtelen volt védelmet nyújtani az ellenséges vadászbombázók ellen.
A Kugelblitzre vonatkozó első javaslat egy módosított , U-hajókhoz kifejlesztett légelhárító torony felszerelését irányozta elő a Panzer IV alvázra, amelyet kettős 30 mm-es MK 303 Brünn löveggel szereltek fel (ez a konfiguráció Doppelflak, "kettős flak" néven ismert). Ezt azonban elvetették, mivel ennek a fegyvernek a fejlesztése még nem fejeződött be, és ennek az ágyútoronynak a teljes gyártási kapacitását a Kriegsmarine számára tartották fenn.
Ehelyett a két egymáshoz kapcsolt 3 cm MK 303 Flak ikergéppuskát választották, amelyet olyan repülőgépekre szereltek, mint a Hs 129 és a Dornier Do 335 , amely percenként 450 lövés kilövésére volt képes egyenként. Ehhez a fegyverhez 1200 darab lőszert tudott magával vinni.
A Kugelblitzet a Panzer IV alvázára építették, amelyre egy teljesen zárt tornyot illesztettek ami 360°-ban volt körbe forgatható.  A legénység öt főből állt: egy parancsnok, két tüzér, egy rádiós és egy vezető. 1944 őszén tervezték a Kugelblitz gyártásának megkezdését, de a német ipar nehéz helyzete miatti szüntelen késések miatt még a rövidített tervet sem sikerült maradéktalanul megvalósítani. Így a Daimler-Benznél 1944 szeptemberében megkezdett három példányból egy sem készült el teljesen. Október végén megkezdték a két alváz összeszerelését a duisburgi Stahlindustrie-ben. Két legyártott, lőtorony is oda került. Az egyik fő ok az volt, hogy az ellenség lefoglalta a Deutsche Edelstahlwerke vállalatait, amely addigra a fő alvállalkozóvá vált. Valójában 1945 februárjában Duisburgban mindössze két installációt szereltek össze (szovjet adatok szerint 3 prototípust szereltek össze).
Mivel a Panzer IV gyártása hamarosan leállt az ellenséges bombázások miatt, további munkálatok folytak a Jagdpanzer 38(t) Hetzer alvázra való felépítésére, amely csak terv maradt, nem készült el egy darab sem a második világháború végéig.

## Alkalmazása
Egy Kugelblitz részt vett a türingiai Spichra város közelében vívott harcokban , ahol megsemmisült, és a Spatenberg-hegyben eltemették egészen az 1999-es feltárásig. [ 2]
Nagyon kevés ismert ezeknek az önjáró fegyvereknek a harci alkalmazásáról. Külföldi források szerint az egyik „Kugelblitz”-et a keleti fronton folyó csatákban használták. Feltehetően részt vett a Spatenberg-i repülőtér légvédelmében, és 1945. április 1-jén a szovjet csapatok megsemmisítették. További két tornyot küldtek Berlinbe, ahol álló lőállásként használták őket. Jelenleg csak egy torony maradt fenn, amely a Lehrsammlung der Heeresflugabwehrschule (Rendsburg) kiállításán látható. 1996-ban azonban egy második torony elemeit fedezték fel a Spatenberges-hegy lejtőjén, és azokat helyreállításra küldték.